# Joseph LaFlesche
Pour les articles homonymes, voir La Flesche.
Joseph LaFlesche, aussi connu sous les noms de E-sta-mah-za et Iron Eye (né vers 1822 – décédé le 24 septembre 1888 dans la réserve Omaha, Nebraska), a été le dernier chef traditionnel des Omahas. Il participe au traité de 1854 au sujet de la cession de terres indiennes aux États-Unis et au retrait des Omahas dans une réserve. Il va, avec d'autres chefs, diriger son peuple lors de son regroupement dans les réserves. Face à la puissance des Américains blancs, il n'aura de cesse d'inciter les Omahas à assimiler cette nouvelle culture afin de ne pas disparaitre. Prônant l'importance de posséder à la fois la culture Omaha et Euro-Américaine afin de pouvoir survivre à cette transition, ses enfants vont être plusieurs à faire des études, et ils vont être les porte-paroles de la cause amérindienne auprès du gouvernement et plus généralement de la population américaine. Certains vont même être les premiers Amérindiens aux États-Unis à exercer leur profession.

## Biographie

### Enfance et accession au pouvoir
Le père de Joseph LaFlesche, lui-même nommé Joseph LaFlesche, était un négociant de fourrures canadien-français  qui traitait pour l'American Fur Company avec les Omahas et les autres tribus le long de la rivière Platte. Sa mère Waoowinchtcha est issue de la tribu des Poncas et il est rapporté qu'elle était apparentée à Big Elk un des chefs Omahas.
Les parents de Joseph se séparent quand il est encore enfant. C'est son père qui en a la charge. Durant ses expéditions, son père le laisse parmi des membres de la famille de sa mère qui sont Wapeja. Il y apprend le langage dakota. Son père l'envoie ensuite à Saint-Louis, Missouri où il apprend le français. Durant son adolescence, il travaille avec son père et l’accompagne dans ses expéditions pour l’American Fur Company jusqu’à ses seize ans. Au contact des différentes tribus, il apprend les langues des Iowas, Pawnees et Otos. Il faut savoir que s'il maîtrise parfaitement toutes ces langues (qui lui seront toujours précieuses pour ses commerces) il n'apprendra jamais à parler anglais.  
Au début de son émancipation, il travaille au comptoir de Peter Sarpy. Durant l'hiver 1846-1847, lors du déplacement des Mormons vers leur quartier d'hiver, il met en place l'exploitation d'un bac qui traverse l'Elkhorn, avec Logan Fontenelle.  
Mais au fil des années, son intérêt devient grandissant pour les coutumes Omahas et il s’attache la protection des grands chefs de la tribu à travers différents cadeaux. En 1843, bien que Big Elk ait déjà un fils et que Joseph LaFlesche soit adulte, le chef Omaha adopte Joseph et le désigne comme son successeur. Il se joint au conseil tribal vers 1849, après s'être installé avec les Omahas à Bellevue, Nebraska.
Après le décès de Big Elk en 1853, Joseph LaFlesche devient le chef de son clan, avec le consentement de tous les chefs Omahas, et prend le nom de E-sta-mah-za qui veut dire Œil de Fer (Iron Eye en anglais).

### Traité de 1854

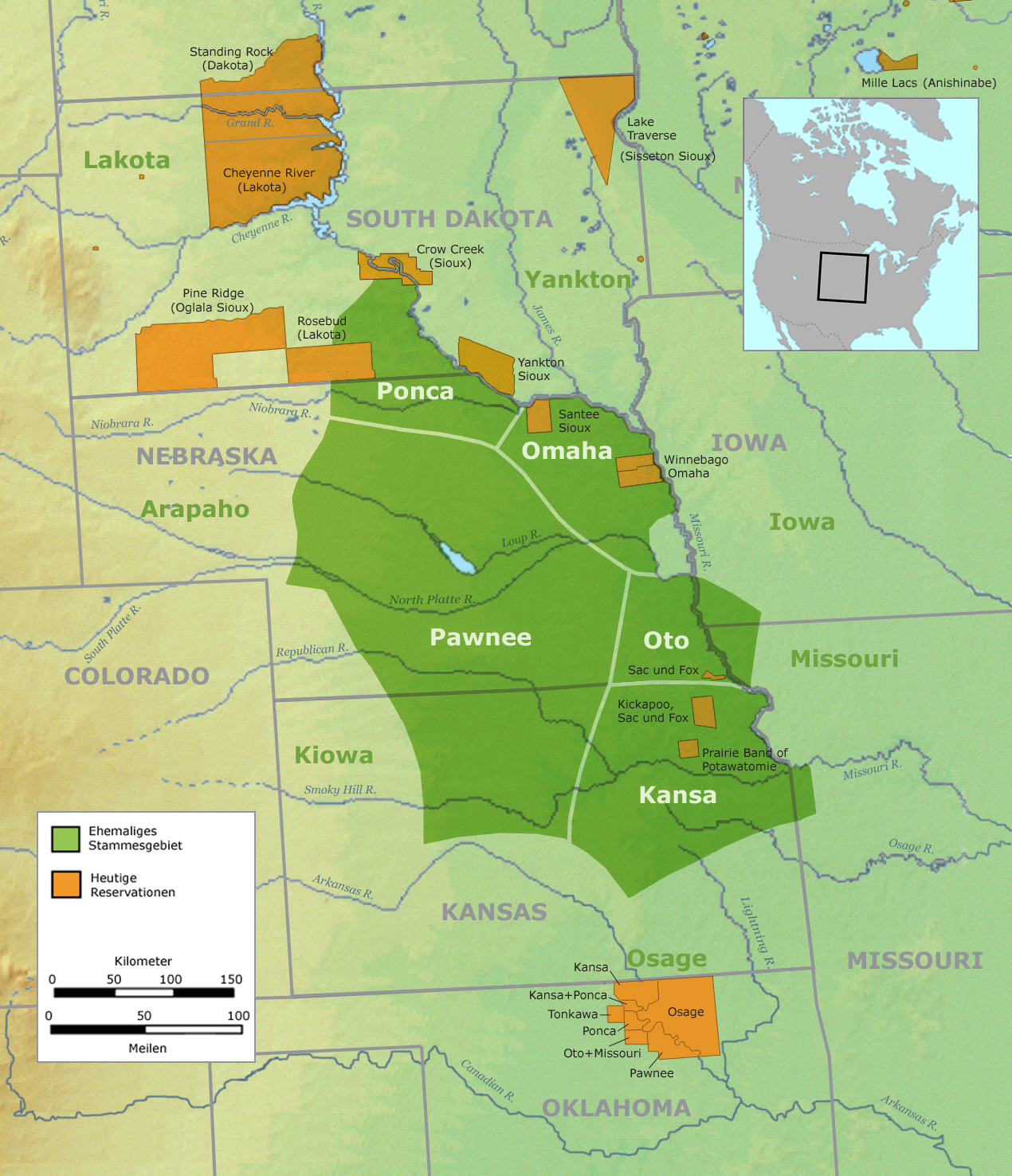
Carte des territoires d'origines des tribus amérindiennes des Plaines (en vert) et des réserves (en orange) mises en place par la suite.

À cette époque, sous la pression des Blancs, qui ne cessent d’empiéter sur le territoire de la tribu, les Omahas doivent entamer de nouvelles négociations avec le gouvernement américain. En 1815 et 1825, les Omahas avaient déjà signé des traités d’amitié avec les États-Unis sans renoncer à aucune de leurs terres, jusqu’en 1830 où ils signent les premiers actes de cession de terres dans l’Iowa. Suivront, avec d’autres tribus, la cession de territoires dans le Missouri en 1838.
Durant son adolescence, à travers ses contacts avec le monde des Blancs, Joseph LaFlesche a déjà eu l’occasion de se rendre compte de l’avancée inéluctable de leur civilisation ainsi que leur supériorité technologique, surtout en ce qui concerne l’armement. 
Pour lui, la seule solution pour son peuple est d’accepter la domination des États-Unis et d’adopter leurs coutumes et leur éducation afin de survivre à cette assimilation. 
En 1854, les Omahas désignent sept chefs pour accompagner l'agent fédéral James M. Gatewood à Washington et conclure les négociations : Joseph LaFlesche (Iron Eye), Two Grizzly Bears, Standing Hawk, Little Chief, Village Maker, Noise et Yellow Smoke. Logan Fontenelle et Louis Saunsouci les accompagnent en tant qu’interprètes.
Les États-Unis les convainquent de renoncer à une grande partie de leur territoire restant, soit près de six millions d’acres (environ 2 400 000 ha) en échange d’une réserve de 300 000 acres (120 000 ha), d’une compensation financière de 25 000 $ (soit moins d’un demi cent pour un acre) et d’une protection militaire contre les attaques sioux.

### Transition culturelle
Joseph LaFlesche va jouer un rôle important dans la transition culturelle des Omahas. Il est un des plus ardents défenseurs de l’assimilation des Omahas dans la culture occidentale. Grâce à son statut de chef, il fonde un mouvement progressiste au sein de son peuple : le Young Men’s Party. Lui et ses soutiens prônent l’abandon de la chasse traditionnelle du bison et encouragent l’adoption des techniques agricoles des Européens tel que le labour. Il aide à l’installation d’une Mission Presbytérienne et de son école.
Durant cette période, Joseph LaFlesche rencontre une ethnologue, Alice C. Fletcher, venue étudier les Omahas. Celle-ci le pousse dans son élan. Toujours avec les membres du Young Men’s Party, ils construisent un petit ensemble de maisons en dur et y emménagent, abandonnant de ce fait le mode vie traditionnel dans les tipis. Ce petit village va être appelé par la tribu « the village of the make believe whitemen » ce que l’on peut traduire par « le village qui fait croire être blanc ».  
Fletcher aurait également influencé Joseph dans l’adoption de la monogamie. En effet, en ce temps, les Omahas étaient polygames. Joseph avait lui-même trois femmes : Marie Gale aussi connue sous les noms de Hinnuagsnun ou One Woman (Une Femme), Elizabeth Esau appelée Tainne et une troisième femme beaucoup plus jeune que lui. Sous la pression de Fletcher, il répudie sa seconde et sa troisième femme afin de former une famille selon les codes des Blancs monogames. 
Il lutte également contre l’alcoolisme galopant dans la réserve en mettant en place une police avec de véritables uniformes réalisés par sa femme. Cette police est chargée de dénicher et de punir tous les Omahas qui seraient en état d’ébriété,.

### Combats politiques

#### Une légitimité attaquée
Au printemps 1865, le nouvel agent administratif de la réserve Omaha, le futur gouverneur du Nebraska Robert W. Furnas, entre en conflit avec Joseph LaFlesche,. La cause principale est la direction de l’unique boutique d’approvisionnement de la réserve. En effet, Joseph La Flesche continuait toujours le négoce de fourrure. Avec Logan Fontenelle, ils établissent dès leur entrée dans la réserve un magasin afin de vendre leurs fourrures et d’approvisionner les trappeurs de la région. Les bénéfices de cette affaire reviennent le plus souvent à la Mission Presbytérienne. 
Furnas veut choisir lui-même une personne (non amérindienne) pour le poste de vendeur officiel de la réserve. Face à l’opposition de Joseph LaFlesche, Furnas va faire tout son possible pour saper l’autorité du chef Omaha. Il met en place de force son protégé, Robert Tear, et écrit à ses supérieurs pour dénoncer l’illégitimité de LaFlesche en avançant qu’il n’a pas de sang Omaha mais Ponca.
Face à cette farouche adversité et certaines dissensions au sein de sa tribu (beaucoup d’Omahas acceptent mal l’abandon de leurs traditions), Joseph est contraint d’abandonner sa charge de chef. Il s’exile avec sa famille plus loin dans la réserve,.
Il revient après quelques mois sans jamais reprendre ses fonctions mais en restant tout de même une personne influente parmi les siens. Durant l’hiver 1866, lorsqu’une vague de conversion touche la réserve, Joseph et Mary deviennent les leaders d’un petit groupe d’Omahas chrétiens. 
D’autres membres de la tribu reviennent vers lui pour demander conseil et aide. Toujours en 1866, il s’efforce de faire respecter certaines clauses du traité de 1854 qui n’ont pas été remplies. Notamment la répartition de terres agraires protégées par l’Armée pour les Amérindiens qui désirent se sédentariser. Il obtiendra gain de cause en 1872 : 350 certificats d’attribution de 160 acres (64 hectares) chacun sont attribués par le Bureau des affaires indiennes. Cela permit l’accélération de l’occidentalisation des Omahas.

#### Défense des Poncas

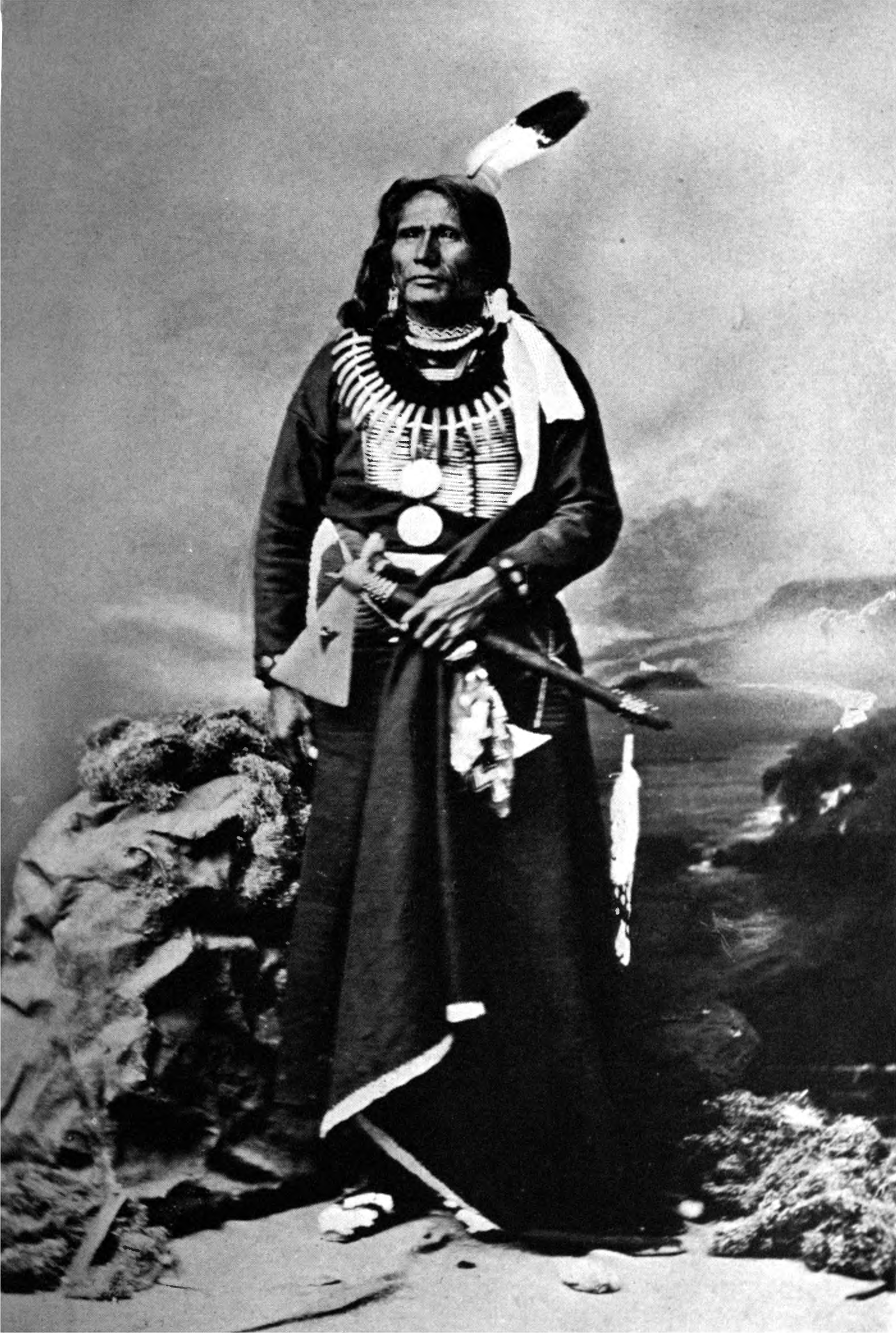
Standing Bear.

En 1879, il accueille et soutient le chef Ponca Standing Bear dans son combat pour rester sur ses terres. En effet, en 1877, les Poncas, tribu voisine et très proche culturellement des Omahas, ont été forcés de quitter leur petite réserve entre la Niobrara et le Missouri pour être déportés par l'armée américaine dans le Territoire indien. En 1879, Standing Bear et 66 hommes, femmes et enfants s'échappent du Territoire indien et trouvent refuge dans la réserve Omaha où Joseph LaFlesche leur offre l'hospitalité.
Seulement, le gouvernement considère cette sortie du Territoire indien comme un délit et Standing Bear est arrêté, avec ceux qu’ils l’ont suivi, dans la réserve Omaha. Le général George Crook est chargé d’arrêter les fugitifs et de les incarcérer au Fort Omaha, avant qu’ils soient ramenés dans le Territoire indien. Joseph LaFlesche et sa fille Susette La Flesche arrivent à s’entretenir avec le général Crook, pour défendre la cause de leurs amis. En empathie avec Standing Bear et la situation dans laquelle se trouve son peuple, Crook parvient à différer leur départ et en profite pour prévenir le jeune éditeur du Omaha Daily Herald (Nebraska) Thomas H. Tibbles. Celui-ci rend compte publiquement dans son journal de la situation des Poncas et envoie son histoire à de nombreux journaux de l'est du pays.
S'ensuivra un procès qui aboutit à la reconnaissance du droit d'habeas corpus à Standing Bear et les siens. Susette La Flesche, grâce à l'éducation reçue par la volonté de son père, jouera un grand rôle dans la victoire du procès, en tant qu'interprète et témoin.

### Fin de vie
Joseph LaFlesche n’aura de cesse de faire respecter le traité de 1854 à travers plusieurs campagnes de pétitions appuyées par des intellectuels comme James O. Dorsey ou Alice C. Fletcher ainsi que plusieurs de ses enfants qui sont devenus pour certains des personnalités reconnues dans leur domaine.
Il termine sa vie amputé d’une jambe à la suite d'une infection. Certains de ses détracteurs au sein de la tribu disent que cette infection est survenue peu de temps après qu’il a refusé de participer à la cérémonie annuelle du Poteau Sacré. Le fait qu’il ait abandonné les traditions religieuses Omahas lors de sa christianisation lui sera beaucoup reproché par les membres de la tribu. Dans le même temps, toute son action n’est pas étrangère à l’obtention en 1887 de la citoyenneté américaine pour tous les Omahas. Et cela bien avant les autres tribus amérindiennes qui ne jouiront de ce droit qu’en 1924.

### Mort
Il meurt le 24 septembre 1888 à l’âge de 66 ans. Il est enterré au cimetière de Bancroft, Nebraska.

## Descendance
Joseph, alias Œil de Fer eut cinq enfants avec sa première femme Marie Hinnuagsnun Gale : Louis, Susette, Rosalie, Marguerite et Susan. Avec sa seconde épouse, Elizabeth Tainne Esau, il eut Francis, Lucy et Carrey. De sa troisième femme, il n'eut aucun enfant. 
Il encouragea l'éducation de tous ses enfants, afin qu'ils apportent en retour une contribution à leur peuple. Et plusieurs d'entre-eux devinrent quelques-uns des intellectuels amérindiens les plus brillants de leur génération : Susette La Flesche Tibbles fut une écrivaine et militante pour la cause amérindienne ; Marguerite La Flesche fut également une militante ; Rosalie La Flesche Farley devint elle aussi une activiste pour cette cause et géra les affaires financières des Omahas ; Susan La Flesche Picotte fut la première femme médecin amérindienne aux États-Unis et Francis La Flesche devint le premier ethnologue issu d'un peuple amérindien des États-Unis. Lucy La Flesche devint enseignante et fut une personnalité de sa tribu. Carrey eut aussi des responsabilités au sein de la tribu. 

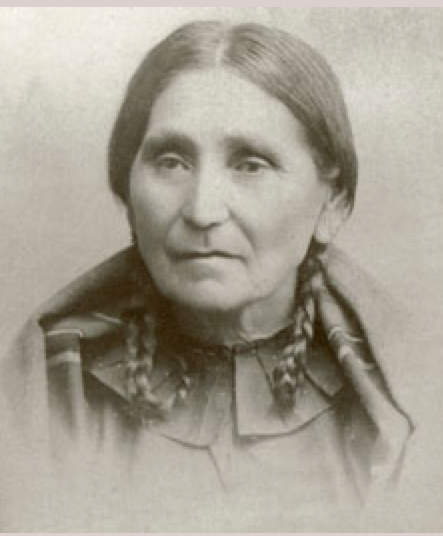
Mary "Hinnuagsnun" Gale LaFlesche
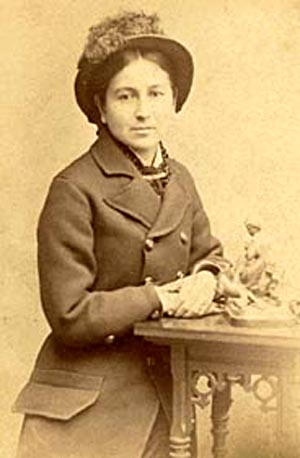
Susette La Flesche Tibbles
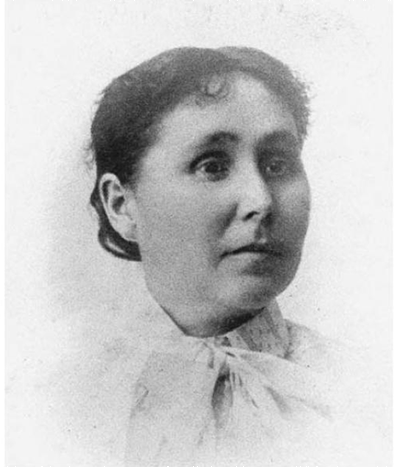
Rosalie La Flesche Farley
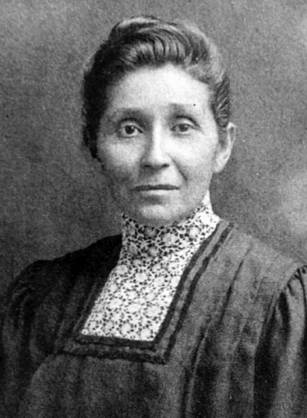
Susan La Flesche Picotte
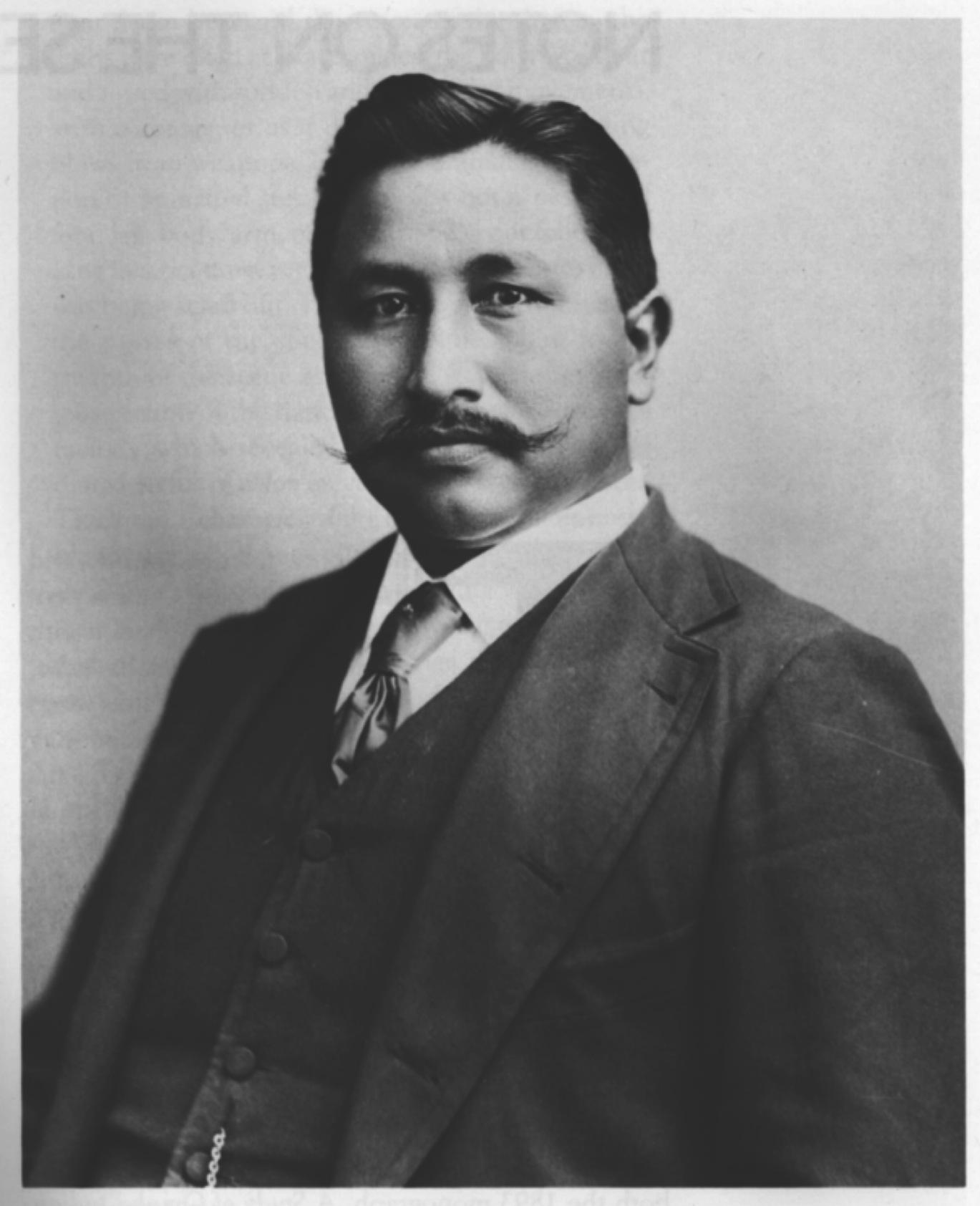
Francis La Flesche